# Television Cultural Center
La Television Cultural Center, abbreviato con l'acronimo di TVCC, è un grattacielo di 34 piani situato a Pechino, aperto il 16 maggio 2012.
Il 2 febbraio 2009 l'edificio ha preso fuoco a causa dei fuochi d'artificio lanciati durante il Festival delle Lanterne, in occasione del capodanno lunare cinese. L'incendio ha danneggiato l'edificio ancora in costruzione, ritardandone l'apertura.